# Ali Faudet
Ali Faudet (* 3. Juli 1970) ist ein ehemaliger tschadischer Sprinter.

## Sport
Er trat bei den Olympischen Sommerspielen 1988 in Seoul und den 1992 in Barcelona an. In Seoul lief er über 400 m eine Zeit von 48,69 s in den Vorläufen und schied aus. In Barcelona lief er ebenfalls über 400 m eine Zeit von 47,10 s und konnte sich wieder nicht für das Viertelfinale qualifizieren.